# インディアナ州知事の一覧

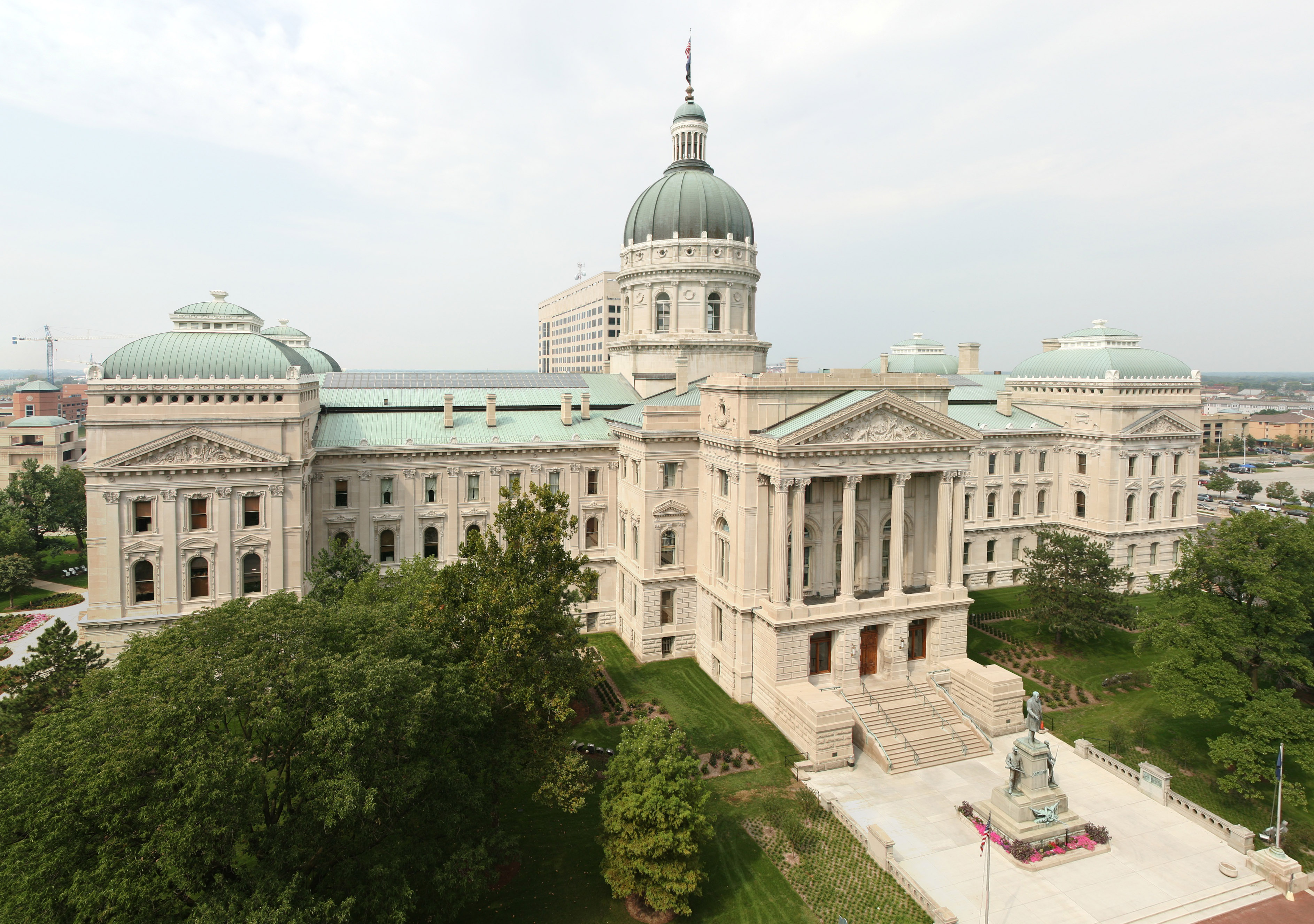
インディアナ州議会議事堂

インディアナ州知事（英語：Governor of State of Indiana）の一覧とは、アメリカ合衆国のインディアナ州の州知事の一覧である。ここではインディアナ準州時代の州知事についても列挙する。

## インディアナ準州知事
| # | 知事                 | 就任           | 退任           | 任命者                   |
| - | -------------------- | -------------- | -------------- | ------------------------ |
| 1 | ウィリアム・ハリソン | 1801年1月10日  | 1812年12月28日 | ジョン・アダムズ         |
| 1 | ウィリアム・ハリソン | 1801年1月10日  | 1812年12月28日 | トーマス・ジェファーソン |
| 1 | ウィリアム・ハリソン | 1801年1月10日  | 1812年12月28日 | ジェームズ・マディソン   |
| ― | ジョン・ギブソン     | 1812年12月28日 | 1813年3月3日   | （代理）                 |
| 2 | トーマス・ポージー   | 1813年3月3日   | 1816年11月7日  | ジェームズ・マディソン   |

## インディアナ州知事
| #  | 氏名                           | 就任           | 退任           | 政党       | 副知事                           |
| -- | ------------------------------ | -------------- | -------------- | ---------- | -------------------------------- |
| 1  | ジョナサン・ジェニングス       | 1816年11月7日  | 1822年9月12日  | 民主共和党 | クリストファー・ハリソン         |
| 1  | ジョナサン・ジェニングス       | 1816年11月7日  | 1822年9月12日  | 民主共和党 | ラトリフ・ブーン                 |
| 2  | ラトリフ・ブーン               | 1822年9月12日  | 1822年12月5日  | 民主共和党 | 空席                             |
| 3  | ウィリアム・ヘンドリックス     | 1822年12月5日  | 1825年2月12日  | 民主共和党 | ラトリフ・ブーン                 |
| 4  | ジェームズ・レイ               | 1825年2月12日  | 1831年12月7日  | 無所属     | ジョン・H・トンプソン            |
| 4  | ジェームズ・レイ               | 1825年2月12日  | 1831年12月7日  | 無所属     | ミルトン・スタップ               |
| 5  | ノア・ノーブル                 | 1831年12月7日  | 1837年12月6日  | ホイッグ   | デイヴィッド・ウォーレス         |
| 6  | デイヴィッド・ウォーレス       | 1837年12月6日  | 1840年12月9日  | ホイッグ   | デイヴィッド・ヒリス             |
| 7  | サミュエル・ビガー             | 1840年12月9日  | 1843年12月6日  | ホイッグ   | サミュエル・ホール               |
| 8  | ジェームズ・ウィットコム       | 1843年12月6日  | 1848年12月26日 | 民主党     | ジェシー・ブライト               |
| 8  | ジェームズ・ウィットコム       | 1843年12月6日  | 1848年12月26日 | 民主党     | パリス・ダニング                 |
| 9  | パリス・ダニング               | 1848年12月26日 | 1849年12月5日  | 民主党     | 空席                             |
| 10 | ジョゼフ・ライト               | 1849年12月5日  | 1857年1月12日  | 民主党     | ジェームズ・レイン               |
| 10 | ジョゼフ・ライト               | 1849年12月5日  | 1857年1月12日  | 民主党     | アシュベル・ウィラード           |
| 11 | アシュベル・ウィラード         | 1857年1月12日  | 1860年10月4日  | 民主党     | アブラム・ハモンド               |
| 12 | アブラム・ハモンド             | 1860年10月4日  | 1861年1月14日  | 民主党     | 空席                             |
| 13 | ヘンリー・スミス・レイン       | 1861年1月14日  | 1861年1月16日  | 共和党     | オリヴァー・モートン             |
| 14 | オリヴァー・モートン           | 1861年1月16日  | 1867年1月23日  | 共和党     | コンラッド・ベイカー             |
| 15 | コンラッド・ベイカー           | 1867年1月23日  | 1873年1月13日  | 共和党     | ウィル・カンバック               |
| 16 | トーマス・A・ヘンドリックス    | 1873年1月13日  | 1877年1月8日   | 民主党     | レオニダス・セクストン           |
| 17 | ジェームズ・ウィリアムズ       | 1877年1月8日   | 1880年11月20日 | 民主党     | アイザック・グレイ               |
| 18 | アイザック・グレイ             | 1880年11月20日 | 1881年1月10日  | 民主党     | 空席                             |
| 19 | アルバート・ポーター           | 1881年1月10日  | 1885年1月12日  | 共和党     | トーマス・ハンナ                 |
| 20 | アイザック・グレイ             | 1885年1月12日  | 1889年1月14日  | 民主党     | マーロンディッカーソン・マンソン |
| 21 | アルヴィン・ホヴィー           | 1889年1月14日  | 1891年11月23日 | 共和党     | アイラ・ジョイ・チェイス         |
| 22 | アイラ・ジョイ・チェイス       | 1891年11月23日 | 1893年1月9日   | 共和党     | 空席                             |
| 23 | クロード・マシューズ           | 1893年1月9日   | 1897年1月11日  | 民主党     | モーティマー・ナイ               |
| 24 | ジェームズ・マウント           | 1897年1月11日  | 1901年1月14日  | 共和党     | ウィリアム・ハガード             |
| 25 | ウィンフィールド・ダービン     | 1901年1月14日  | 1905年1月9日   | 共和党     | ニュートン・ギルバート           |
| 26 | フランク・ハンリー             | 1905年1月9日   | 1909年1月11日  | 共和党     | ヒュー・トーマス・ミラー         |
| 27 | トーマス・R・マーシャル        | 1909年1月11日  | 1913年1月13日  | 民主党     | フランク・ホール                 |
| 28 | サミュエル・ラルストン         | 1913年1月13日  | 1917年1月8日   | 民主党     | ウィリアム・オニール             |
| 29 | ジェームズ・グッドリッチ       | 1917年1月8日   | 1921年1月10日  | 共和党     | エドガー・ブッシュ               |
| 30 | ウォーレン・マクレイ           | 1921年1月10日  | 1924年4月30日  | 共和党     | エメット・フォレスト・ブランチ   |
| 31 | エメット・フォレスト・ブランチ | 1924年4月30日  | 1925年1月12日  | 共和党     | 空席                             |
| 32 | エドワード・ジャクソン         | 1925年1月12日  | 1929年1月14日  | 共和党     | ハロルド・ヴァン・オーマン       |
| 33 | ハリー・レスリー               | 1929年1月14日  | 1933年1月9日   | 共和党     | エドガー・ブッシュ               |
| 34 | ポール・マクナット             | 1933年1月9日   | 1937年1月11日  | 民主党     | クリフォード・タウンゼンド       |
| 35 | クリフォード・タウンゼンド     | 1937年1月11日  | 1941年1月13日  | 民主党     | ヘンリー・シュリッカー           |
| 36 | ヘンリー・シュリッカー         | 1941年1月13日  | 1945年1月8日   | 民主党     | チャールズ・ドーソン             |
| 37 | ラルフ・ゲイツ                 | 1945年1月8日   | 1949年1月10日  | 共和党     | リチャード・ジェームズ           |
| 38 | ヘンリー・シュリッカー         | 1949年1月10日  | 1953年1月12日  | 民主党     | ジョン・ワトキンス               |
| 38 | ヘンリー・シュリッカー         | 1949年1月10日  | 1953年1月12日  | 民主党     | ルー・アレクサンダー             |
| 39 | ジョージ・クレイグ             | 1953年1月12日  | 1957年1月14日  | 共和党     | ハロルド・ハンドリー             |
| 40 | ハロルド・ハンドリー           | 1957年1月14日  | 1961年1月9日   | 共和党     | クロフォード・パーカー           |
| 41 | マシュー・ウェールズ           | 1961年1月9日   | 1965年1月11日  | 民主党     | リチャード・リスタイン           |
| 42 | ロジャー・ブラニギン           | 1965年1月11日  | 1969年1月13日  | 民主党     | ロバート・ロック                 |
| 43 | エドガー・ウィットコム         | 1969年1月13日  | 1973年1月8日   | 共和党     | リチャード・フォルツ             |
| 44 | オーティス・ボウエン           | 1973年1月8日   | 1981年1月12日  | 共和党     | ロバート・オアー                 |
| 45 | ロバート・オアー               | 1981年1月12日  | 1989年1月9日   | 共和党     | ジョン・マッツ                   |
| 46 | エヴァン・バイ                 | 1989年1月9日   | 1997年1月13日  | 民主党     | フランク・オバノン               |
| 47 | フランク・オバノン             | 1997年1月13日  | 2003年9月13日  | 民主党     | ジョー・カーナン                 |
| 48 | ジョー・カーナン               | 2003年9月13日  | 2005年1月10日  | 民主党     | キャシー・デイヴィス             |
| 49 | ミッチ・ダニエルズ             | 2005年1月10日  | 2013年1月14日  | 共和党     | ベッキー・スキルマン             |
| 50 | マイク・ペンス                 | 2013年1月14日  | 2017年1月9日   | 共和党     | スー・エルスパーマン             |
| 50 | マイク・ペンス                 | 2013年1月14日  | 2017年1月9日   | 共和党     | エリック・ホルコム               |
| 51 | エリック・ホルコム             | 2017年1月9日   | 2025年1月13日  | 共和党     | スザンヌ・クラウチ               |
| 52 | マイケル・K・ブラウン          | 2025年1月13日  | 現職           | 共和党     | マイカ・ベックウィズ             |